# کوین دوپویس
کوین دوپویس (انگلیسی: Kévin Dupuis؛ زادهٔ ۱۴ ژانویهٔ ۱۹۸۷) بازیکن فوتبال اهل فرانسه است.
از باشگاه‌هایی که در آن بازی کرده‌است می‌توان به باشگاه فوتبال کورتریک، باشگاه فوتبال لوزان-اسپورت، و باشگاه فوتبال تولوز اشاره کرد.
وی همچنین در تیم ملی فوتبال زیر ۱۷ سال فرانسه بازی کرده‌است.